# Breve fra Afrika 1914-31
Breve fra Afrika 1914-31 (eng. Letters from Africa 1914-1931) er som titlen antyder en samling af breve, skrevet af Karen Blixen og udgivet posthumt i 2 bind den 3. november 1978 i Danmark (udgivet i USA og England i 1981).

## Brevenes adressater
- Ingeborg Dinesen (211 breve).
- Thomas Dinesen (44 breve).
- Mary Bess Westenholz (11 breve).
- Ellen Dahl (15 breve).
- Inger de Neergaard (1 brev[2]).
- Anders Dinesen (1 brev[3]).

## Rejsedatoer
| År   | Danmark                                                              | Britisk Østafrika                                                |
| ---- | -------------------------------------------------------------------- | ---------------------------------------------------------------- |
| 1913 | • Afrejse 2. december                                                |                                                                  |
| 1914 |                                                                      | • Ankomst 14. januar • Afrejse ca. 16. april m. ophold i Paris   |
| 1915 | • Ankomst ca. 15. juni • Afrejse 10. november m. ophold i London     | • Ankomst 14. januar • Afrejse ca. 16. april m. ophold i Paris   |
| 1916 | • Ankomst ca. 15. juni • Afrejse 10. november m. ophold i London     |                                                                  |
| 1917 |                                                                      | • Ankomst ca. 17. januar • Afrejse 14. august m. ophold i London |
| 1918 |                                                                      | • Ankomst ca. 17. januar • Afrejse 14. august m. ophold i London |
| 1919 | • Ankomst ca. 25. november • Afrejse 20. november m. ophold i London | • Ankomst ca. 17. januar • Afrejse 14. august m. ophold i London |
| 1920 | • Ankomst ca. 25. november • Afrejse 20. november m. ophold i London | • Ankomst 13. december • Afrejse 5. marts                        |
| 1921 |                                                                      | • Ankomst 13. december • Afrejse 5. marts                        |
| 1922 |                                                                      | • Ankomst 13. december • Afrejse 5. marts                        |
| 1923 |                                                                      | • Ankomst 13. december • Afrejse 5. marts                        |
| 1924 | • Ankomst ca. 12. maj • Afrejse 25. december                         | • Ankomst 13. december • Afrejse 5. marts                        |
| 1925 | • Ankomst ca. 12. maj • Afrejse 25. december                         |                                                                  |
| 1926 |                                                                      | • Ankomst 1. februar • Afrejse ca. 13. april                     |
| 1927 |                                                                      | • Ankomst 1. februar • Afrejse ca. 13. april                     |
| 1928 |                                                                      | • Ankomst 1. februar • Afrejse ca. 13. april                     |
| 1929 | • Ankomst 18. maj • Afrejse 25. december                             | • Ankomst 1. februar • Afrejse ca. 13. april                     |
| 1930 |                                                                      | • Ankomst 16. januar • Afrejse ca. 14. juli                      |
| 1931 | • Ankomst 31. august                                                 | • Ankomst 16. januar • Afrejse ca. 14. juli                      |

## Fodnoter
1. ↑  Oversat af Anne Born. Jf. Henriksen, Liselotte: Blixikon, Viborg 1999, p. 347.
2. ↑  Lasson, Frans: Breve fra Afrika 1914-31, København 1996, bd. 1, pp. 98-100.
3. ↑  Lasson, Frans: Breve fra Afrika 1914-31, København 1996, bd. 2, pp. 120-121.